# تیرپلیستاک
تیرپلیستاک (به لاتین: Tieralplistock) یک کوه در سوئیس است که در کانتون برن واقع شده‌است. تیرپلیستاک ۳٬۳۸۳ متر بالاتر از سطح دریا واقع شده‌است.